# Philodendron bipinnatifidum
Philodendron bipinnatifidum, còn được gọi là cây trầu bà tay phật, là một loài thực vật có hoa trong họ Ráy (Araceae). Loài này được Schott ex Endl. miêu tả khoa học đầu tiên năm 1837.

## Hình ảnh

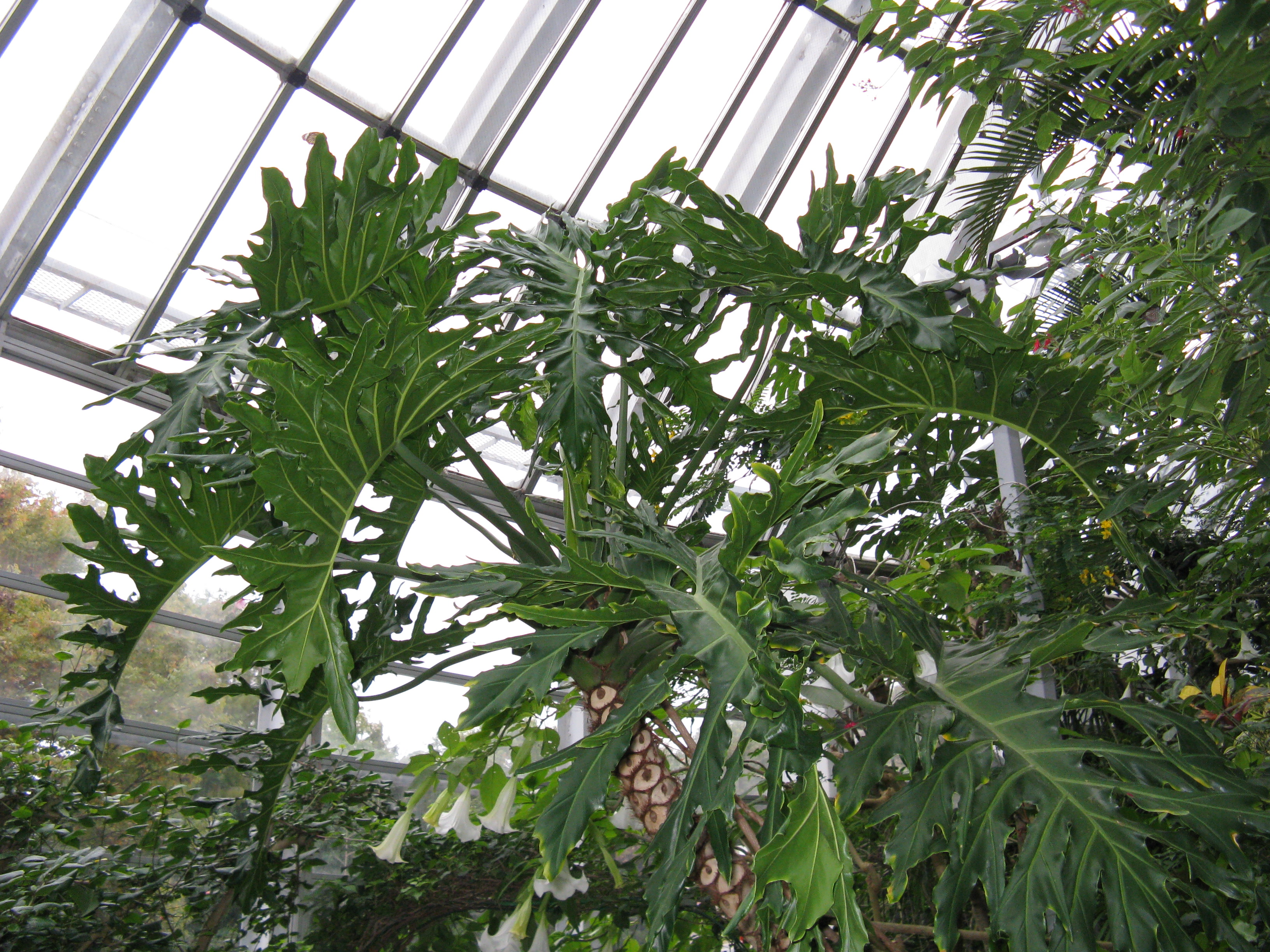
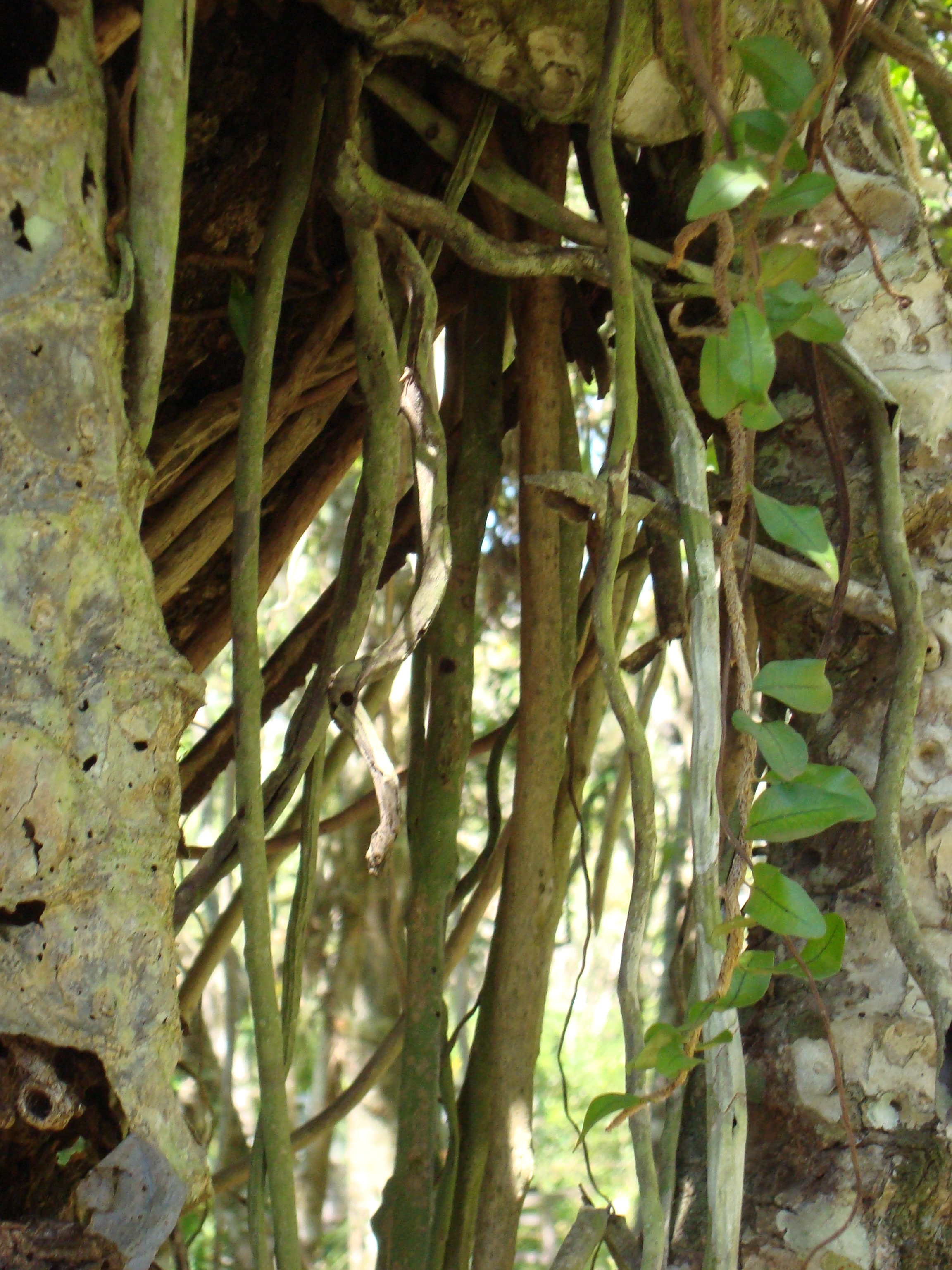
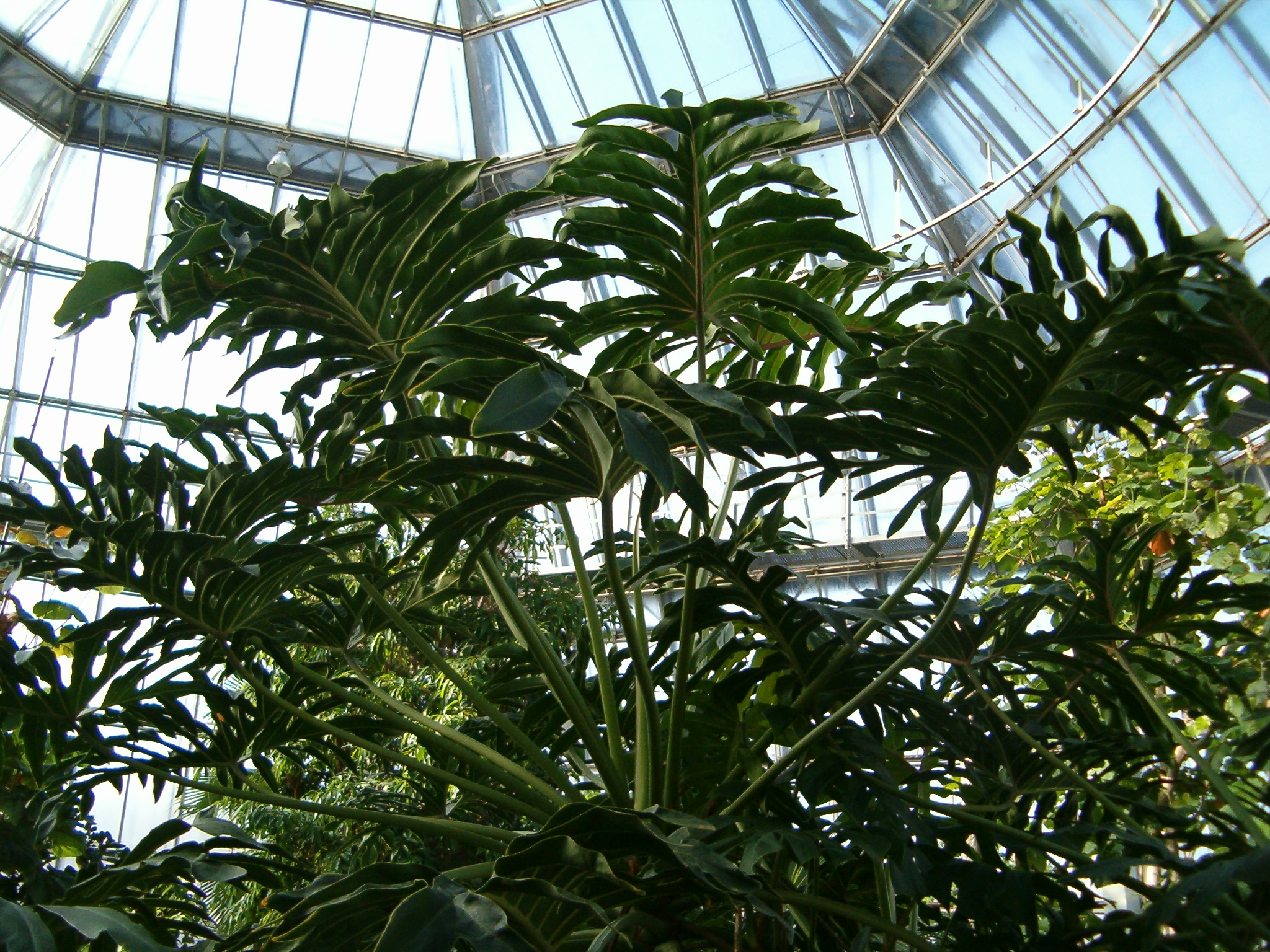
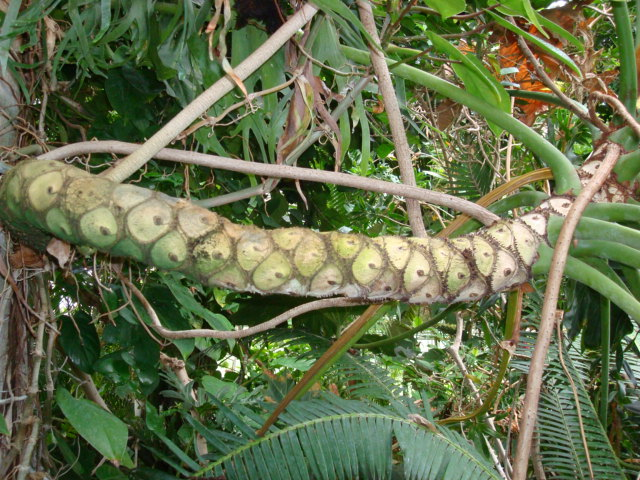